# Smultrongrund (vid Järvön, Närpes)
Smultrongrund är en ö i Finland.   Den ligger i den ekonomiska regionen  Sydösterbotten och landskapet Österbotten, i den sydvästra delen av landet, 300 km nordväst om huvudstaden Helsingfors.
Smultrongrund är delvis ihopväxt med Järvön, men sundet har en muddrad ränna. Smultrongrund har vägförbindelse med Järvön och därifrån vidare till Kaskö och fastlandet.